# Joan Serrahima
Joan Serrahima Bofill (Barcelona, España; 29 de junio de 1905 - id., 11 de octubre de 1959) fue un atleta olímpico español, abogado de profesión. Destacó como velocista, siendo campeón de España de 100 metros en 1929.

## Biografía
Joan Serrahima era hijo de un prominente abogado barcelonés, Lluís Serrahima, y hermano del escritor y senador Maurici Serrahima. Siguió los pasos de su padre en la abogacía y se doctoró en Derecho, estudios que compaginó con la práctica del atletismo, por entonces un deporte amateur. En 1917, a los 12 años, fundó junto a sus hermanos la sociedad deportiva y cultural Júnior Futbol Club , donde destacó en la sección de atletismo.
Su primer éxito llegó en el campeonato de Cataluña de 1928, donde venció en las pruebas de 100 metros —con la mejor marca de su carrera: 11,4—  y de 200 metros. Poco después, en el Campeonato de España de ese año, tuvo una destacada actuación, obteniendo medalla de plata en las pruebas de 100 metros, de 200 metros y de relevos de 4 x 100 metros con José Pauls, Joaquín Roca y Juan Oliver. Gracias a estos buenos resultados fue incluido en el combinado español que participó en los Juegos Olímpicos de Ámsterdam de ese mismo año. Serrahima tomó parte en las pruebas olímpicas de 100 metros —eliminado en la primera ronda con un quinto puesto en su serie—, 200 metros —eliminado en la primera clasificatoria tras quedar tercero en su serie— y en los relevos de 4 x 100 metros, donde el equipo español fue eliminado tras quedar en la última posición de su serie clasificatoria.
En 1929 logró su mayor éxito a nivel nacional: la victoria en la final de 100 metros del Campeonato de España de atletismo, con un tiempo de 11,5. Aunque Serrahima no partía entre los favoritos, un gran sprint final le convirtió en el primer catalán que se proclamaba campeón español del hectómetro. En ese mismo certamen se proclamó también campeón de España de relevos 4 x 100 metros con el equipo catalán que integró junto a José Pauls, Joaquín Roca y Juan Junquera, estableciendo nuevo récord de Cataluña con 44,8. Además, en las semifinales de 200 metros estableció también un nuevo récord de Cataluña, con 23", aunque en la final de la prueba quedó en segunda posición, tras Joaquín Roca.
En 1930 subió por última vez al podio en un Campeonato de España. Logró una medalla de cobre por su tercer puesto en la prueba de 100 metros y con el equipo catalán de relevos —junto a Juan Junquera, Miguel Arévalo y Juan Oliver— revalidó el título de relevos 4 x 100 metros, estableciendo una nueva plusmarca nacional en 44,6. Ese mismo año fue campeón en las pruebas de 100 metros y relevos 4 x 100 metros representado a la Facultad de Derecho en los campeonatos universitarios de Cataluña.
En 1934 fue nombrado entrenador de la Federación Catalana de Atletismo y posteriormente fue dirigente federativo.
Fallecido en 1959, una década más tarde se inauguró en Barcelona un estadio atlético municipal con su nombre.

## Palmarés
- Campeonato de España de 100 metros
  -  Oro (1): 1929
  -  Plata (1): 1928
  -  Bronce (1): 1930

- Campeonato de España de 200 metros
  -  Plata (2): 1928 y 1929

- Campeonato de España de relevos 4 x 100 metros
  -  Oro (2): 1929 y 1930
  -  Plata (1): 1928

- Campeonato de Cataluña de 100 metros
  -  Oro (1): 1928
  -  Bronce (1): 1929

- Campeonato de Cataluña de 200 metros
  -  Plata (1): 1928

## Mejores marcas
| Prueba                                                 | Fecha      | Lugar     | Tiempo | Tiempo             |
| ------------------------------------------------------ | ---------- | --------- | ------ | ------------------ |
| 100 metros                                             | 10/06/1928 | Sabadell  | 11,4   |                    |
| 200 metros (en recta)                                  | 29/07/1929 | Barcelona | 23,0   | Récord de Cataluña |
| Relevo 4 x 100 metros (con Junquera, Arévalo y Oliver) | 06/07/1930 | Barcelona | 44,6   | Récord de España   |